# Pseudocopicucullia bensi
Pseudocopicucullia bensi är en fjärilsart som beskrevs av Ramon Agenjo Cecilia 1952. Pseudocopicucullia bensi ingår i släktet Pseudocopicucullia och familjen nattflyn. Inga underarter finns listade i Catalogue of Life.